# Leernes
Leernes is een dorp in de Belgische provincie Henegouwen, en een deelgemeente van de Waalse stad Fontaine-l'Évêque.
Leernes was een zelfstandige gemeente, tot die bij de gemeentelijke herindeling van 1977 toegevoegd werd aan de gemeente Fontaine-l'Évêque.

## Bezienswaardigheden
- De Sint-Martinuskerk (Église Saint-Martin) is een 15e-eeuwse kerk met een 11e-eeuwse toren die in de 16e eeuw werd gewijzigd. Deze heeft een getordeerde spits die zo zou zijn ontworpen om de druk van de wind te verminderen.
- La Pisselotte is een bron in het gehucht Wespes, oorspronkelijk aangelegd in 1849. Na tal van veranderingen in 1990 weer in de originele staat teruggebracht.

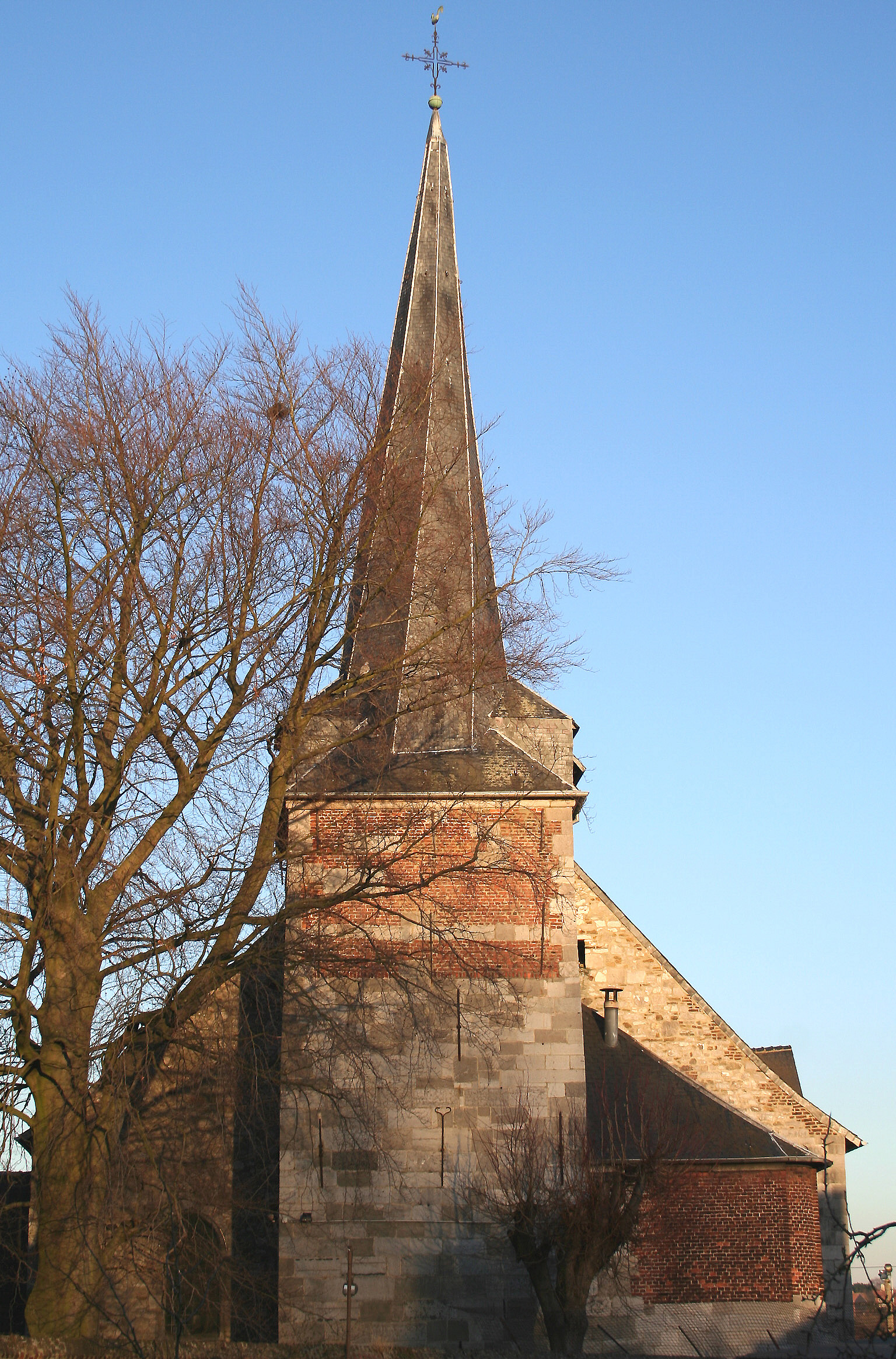
Sint-Martinuskerk
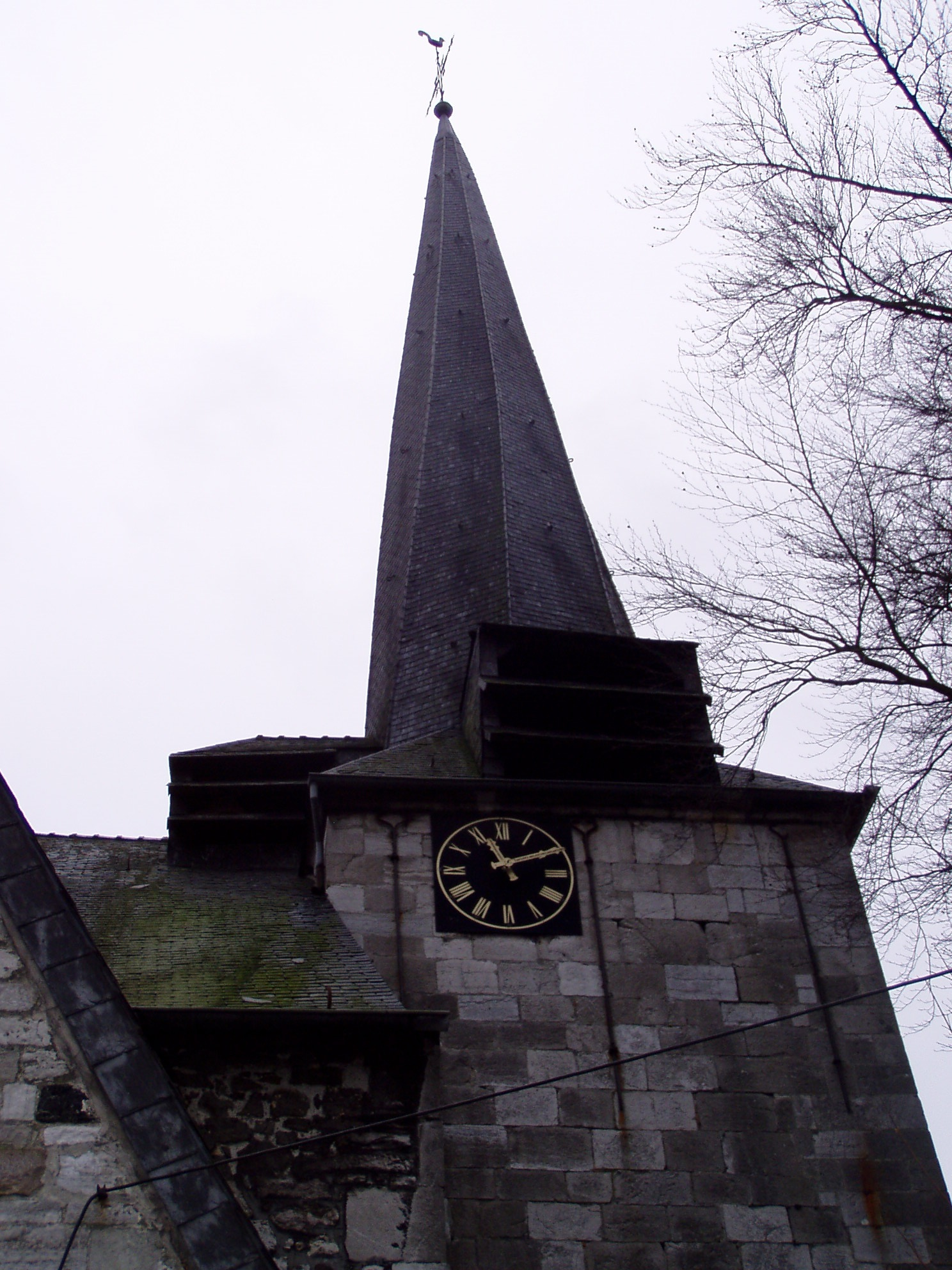
De gedraaide toren van de kerk

## Natuur en landschap
De hoogte aan de kerk bedraagt 145 meter.

## Demografische ontwikkeling
- Bronnen:NIS, Opm:1831 tot en met 1970=volkstellingen, 1976= inwoneraantal op 31 december

## Nabijgelegen kernen
Fontaine-l'Évêque, Landelies